# وندی ویلیامز (غواص)
وندی ویلیامز (انگلیسی: Wendy Williams؛ زادهٔ ۱۴ ژوئن ۱۹۶۷) ورزشکار شیرجه اهل ایالات متحده آمریکا است.
وی همچنین برندهٔ جوایزی همچون مدال برنز و مدال طلا شده‌است.
وی در مسابقات کشوری و بین‌المللی در مجموع برندهٔ ۱ مدال طلا، ۲ مدال برنز شده‌است.